# Jochum van der Woude
Jochum van der Woude (Leeuwarden, 16 mei 1994) is een Nederlandse acteur. Hij speelde in onder andere Nova Zembla, Feuten en Van God Los.
Hij was leerling van Piter Jelles !mpulse in Leeuwarden. 

## Film
- 2011: Nova Zembla, Jan Fransz van Haerlem
- 2013: Feuten: Het Feestje, Jeroen Beeksma
- 2014: Hoe overleef ik serie, Francine Oomen

## Televisie
- 2012: Flikken Maastricht, Melle
- 2012: Hoe overleef ik?, Neuz
- 2013: Van Gogh: een Huis voor Vincent, Cor van Gogh
- 2013: SpangaS, Eddie
- 2013: Feuten, Jeroen Beeksma
- 2013: Van God Los,  Kevin Kuipers
- 2013: Danni Lowinski, Lucas Vermaat
- 2014: Suspicious Minds, Frank-Bas
- 2015: Wildflowers, Gouke